# Tandilia tiniloides
Tandilia tiniloides är en fjärilsart som beskrevs av Paul Dognin 1897. Tandilia tiniloides ingår i släktet Tandilia och familjen nattflyn. Inga underarter finns listade i Catalogue of Life.